# لیگ دسته اول فوتبال ارمنستان ۱۶-۲۰۱۵
فصل ۲۰۱۵–۱۶ لیگ دسته اول فوتبال ارمنستان در ۳ اوت ۲۰۱۵ آغاز شد و در ۲۷ مه ۲۰۱۶ به پایان رسید.

## جدول لیگ
| رتبه | تیم             | بازی | برد | مساوی | باخت | گل زده | گل خورده | گل تفاضل | امتیاز |
| ---- | --------------- | ---- | --- | ----- | ---- | ------ | -------- | -------- | ------ |
| ۱    | آلاشکرت (C)     | ۲۸   | ۲۲  | ۳     | ۳    | ۶۵     | ۲۲       | ۴۳+      | ۶۹     |
| ۲    | میکا            | ۲۸   | ۱۷  | ۳     | ۸    | ۵۰     | ۲۸       | ۲۲+      | ۵۴     |
| ۳    | اورارتو         | ۲۸   | ۱۵  | ۳     | ۱۰   | ۶۷     | ۳۰       | ۳۷+      | ۴۸     |
| ۴    | پیونیک          | ۲۸   | ۱۴  | ۲     | ۱۲   | ۵۵     | ۴۵       | ۱۰+      | ۴۴     |
| ۵    | آرارات ایروان   | ۲۸   | ۱۳  | ۲     | ۱۳   | ۳۷     | ۳۹       | ۲−       | ۴۱     |
| ۶    | شیراک           | ۲۸   | ۱۱  | ۵     | ۱۲   | ۴۷     | ۴۸       | ۱−       | ۳۸     |
| ۷    | گاندزاسار کاپان | ۲۸   | ۵   | ۴     | ۱۹   | ۲۵     | ۸۰       | ۵۵−      | ۱۹     |
| ۸    | اولیس           | ۲۸   | ۳   | ۲     | ۲۳   | ۳۴     | ۸۸       | ۵۴−      | ۱۱     |